# Таку, Моисей
Моисей бен-Хасдаи Таку (ок. 1250—1290) — чешский раввин из Тахова (Богемия), представитель религиозной мысли немецкого еврейства и родоначальник реакции против еврейской философии и науки в начале XIII века.
Сочинение Таку «Кетав Тамим» («Ketav Tamim») находится в рукописи Парижской национальной библиотеки (a. f. № 286); по этой рукописи оно было издано Кирхгеймом (Kirchheim) в литературно-научном сборнике «Ozar Nechmad» (том III, с. 58—99; ЕЭБЕ). Оно является первым полемическим произведением против философского исследования вообще, a не только против одной какой-либо книги или философской системы. Оно знаменует поэтому начало реакционного периода в еврейской религиозной мысли вообще.